# Christoffelberg
Le Christoffelberg est une montagne de l'île de Curaçao, le point culminant du territoire. Il se situe à une altitude de 372 mètres. Son nom vient de Christophe Colomb.